# Drakkar Entertainment
Drakkar Entertainment GmbH, ook wel bekend als Drakkar Records en Drakkar Publishing, is een Duits platenlabel. Het hoofdkantoor is gevestigd in Witten. Drakkar had tot en met 2008 een zogeheten joint venture met Bertelsmann Music Group.

## Geschiedenis
Drakkar Entertainment werd in 1986 door Bogdan Kopec opgericht als Kopec Music Publishing. Zoals de naam doet vermoeden werd in eerste instantie alleen muziek uitgegeven. Later dat jaar wijzigde Kopec de naam in Drakkar Promotion, zodat management, boekingen en merchandising ook onderdeel van het label werden. In de jaren erna tekenden metalbands als Raven, Running Wild en Sodom een platencontract bij Drakkar.
In 1992 ging Drakkar een joint venture aan met Bertelsmann Music Group (BMG) en wijzigde de naam in Drakkar Promotion Musikverlag GmbH. Tegelijkertijd richtte Kopec een tweede label op onder de naam G.U.N. Records GmbH. Dit tweede label werd zó succesvol dat hij overspannen raakte en alle aandelen van Drakkar verkocht aan BMG. De merchandising-, boekings- en handelsafdelingen werden gesloten. Vervolgens richtte Kopec Drakkar opnieuw op onder de naam Drakkar Records. Het oorspronkelijke bedrijf werd omgedoopt tot Drakkar Entertainment GmbH. Deze situatie bleef gehandhaafd tot 1999, toen BMG afstand deed van Drakkar Entertainment. Sindsdien is het bedrijf weer samengevoegd met Drakkar Records, waarna Drakkar Records een sublabel van Drakkar Entertainment werd.
In 2015 werd Drakkar Entertainment onderdeel van Soulfood Music. Kopec droeg het stokje van ceo over en werd directeur van uitgave-afdeling Edition Drakkar.
Anno 2023 bestaat het bedrijf uit twee takken: Drakkar Records, een tak gespecialiseerd in rock en heavy metal, en e-Wave Records, een tak gespecialiseerd in gothic rock en darkwave. Ook is er een uitgave-afdeling genaamd Edition Drakkar.

## Artiesten (huidige en voormalige)
- Bad Bone Beast
- De/Vision
- Dezperadoz
- Diablo
- Double Experience
- Emil Bulls
- Eternal Tears of Sorrow (tot 2006)
- Gothminister
- Grantig
- Gwendydd[2]
- Haggard
- Jesus on Extasy
- Karelia
- The Killer Barbies
- Kreator (voor Endorama)
- Letzte Instanz
- Lordi (tot 2022)
- Loudness
- Lumsk
- Nightwish (tot 2004)
- Odd Crew[3]
- Omega Lithium
- Rebellion
- Sahg
- SETYØURSAILS
- Thaurorod
- The Sorrow
- The Wakes
- Twisted Sister
- Xandria (tot 2011)
- Zeraphine